# استیو تونگا
استیو تونگا (انگلیسی: Steve Tunga؛ زادهٔ ۸ مارس ۱۹۹۷) بازیکن فوتبال اهل آلمان است.